# За слободу, правду и опстанак
За слободу, правду и опстанак је политичка странка у Републици Косово. Председник странке је Ненад Рашић.

## Историја

### Грађанска иницијатива
СПО је основана као грађанска иницијатива и као таква је учествовала на парламентарним изборима 2021. Међу њеним кандидатима били су Рада Трајковић, бивша министарка за бригу о породици и служби у Влади Републике Србије од 1998. до 2000. и Цветко Вељковић, бивши шеф Канцеларије за заједнице у влади Аљбина Куртија. Подржали су је Ненад Рашић и његова Прогресивна демократска странка. Током предизборне кампање, Вељковић и Рашић су заједно са Аљбином Куртијем посетили Штрпце. Освојила је само 1.508 гласова, односно 0,17% одсто, не успевши да добије ниједно од 10 места резервисаних за Србе у Скупштини Републике Косово. Српска листа (СЛ) је освојила свих 10 места резервисаних Србе са 5,09 одсто гласова.
Након оставке свих 10 посланика Српске листе 7. новембра 2022. године, Срби су изгубили своје представнике у Скупштини Републике Косово. Посланике Српске листе заменили су 17. новембра нови посланици, од којих је већина из исте странке, као и Цветко Вељковић, чиме је СПО постала парламентарна странка. Вељковић је 2022. напустио СПО.

### Политичка странка
У мају 2024. СПО је званично регистрована као политичка странка са Ненадом Рашићем као председником. У кампањи за парламентарне изборе 2025. странка Српска демократија (СД) и њен лидер Александар Арсенијевић оптужили су СПО за куповину гласова.

## Резултати на изборима
| Година | Гласови | % од важећих | Мандати | Мандати за Србе | +/–  | Статус           |
| ------ | ------- | ------------ | ------- | --------------- | ---- | ---------------- |
| 2021.  | 1.508   | 0,17%        | 0 / 120 | 0 / 10          | нова | ванпарламентарна |
| 2025.  | 3.997   | 0,48%        | 1 / 120 | 1 / 10          | 1    |                  |